# Willie Watson
Willie Watson (Bolton upon Dearne, 7 de março de 1920 - 24 de abril de 2004) foi um futebolista e críqueter inglês, que atuava como meia.

## Carreira
Willie Watson fez parte do elenco da Seleção Inglesa de Futebol que disputou a Copa do Mundo de 1950 no Brasil.

## Ligações Externas
- Perfil em FIFA.com (em inglês)